# Manfred Walter
Manfred Walter (* 31. července 1937, Wurzen) je bývalý východoněmecký fotbalista, obránce.

## Fotbalová kariéra
Začínal v týmu Empor Wurzen. Ve východoněmecké oberlize hrál za 1. FC Lokomotive Leipzig a BSG Chemie Leipzig, nastoupil ve 243 ligových utkáních a dal 9 gólů. S BSG Chemie Leipzig vyhrál v roce 1964 východoněmeckou oberligu a v roce 1966 východoněmecký fotbalový pohár. V Poháru mistrů evropských zemí nastoupil v 2 utkáních a v Poháru vítězů pohárů nastoupil ve 4 utkáních. Reprezentoval Německo na LOH 1964 v Tokiu, nastoupil v 6 utkáních a získal s týmem bronzové medaile za 3. místo. Za východoněmeckou fotbalovou reprezentaci nastoupil v letech 1965-1967 v 16 utkáních.

## Ligová bilance
| Ročník           | Zápasy | Góly |                          |
| ---------------- | ------ | ---- | ------------------------ |
| I. liga 1961/62  | 23     | 0    | 1. FC Lokomotive Leipzig |
| I. liga 1962/63  | 23     | 0    | 1. FC Lokomotive Leipzig |
| I. liga 1963/64  | 26     | 1    | BSG Chemie Leipzig       |
| I. liga 1964/65  | 25     | 2    | BSG Chemie Leipzig       |
| I. liga 1965/66  | 26     | 0    | BSG Chemie Leipzig       |
| I. liga 1966/67  | 23     | 2    | BSG Chemie Leipzig       |
| I. liga 1967/68  | 26     | 3    | BSG Chemie Leipzig       |
| I. liga 1968/69  | 26     | 0    | BSG Chemie Leipzig       |
| I. liga 1969/70  | 26     | 0    | BSG Chemie Leipzig       |
| I. liga 1970/71  | 19     | 0    | BSG Chemie Leipzig       |
| II. liga 1971/72 | 1      | 0    | BSG Chemie Leipzig       |
| CELKEM I. liga   | 243    | 9    |                          |